# Cinese (biologia)

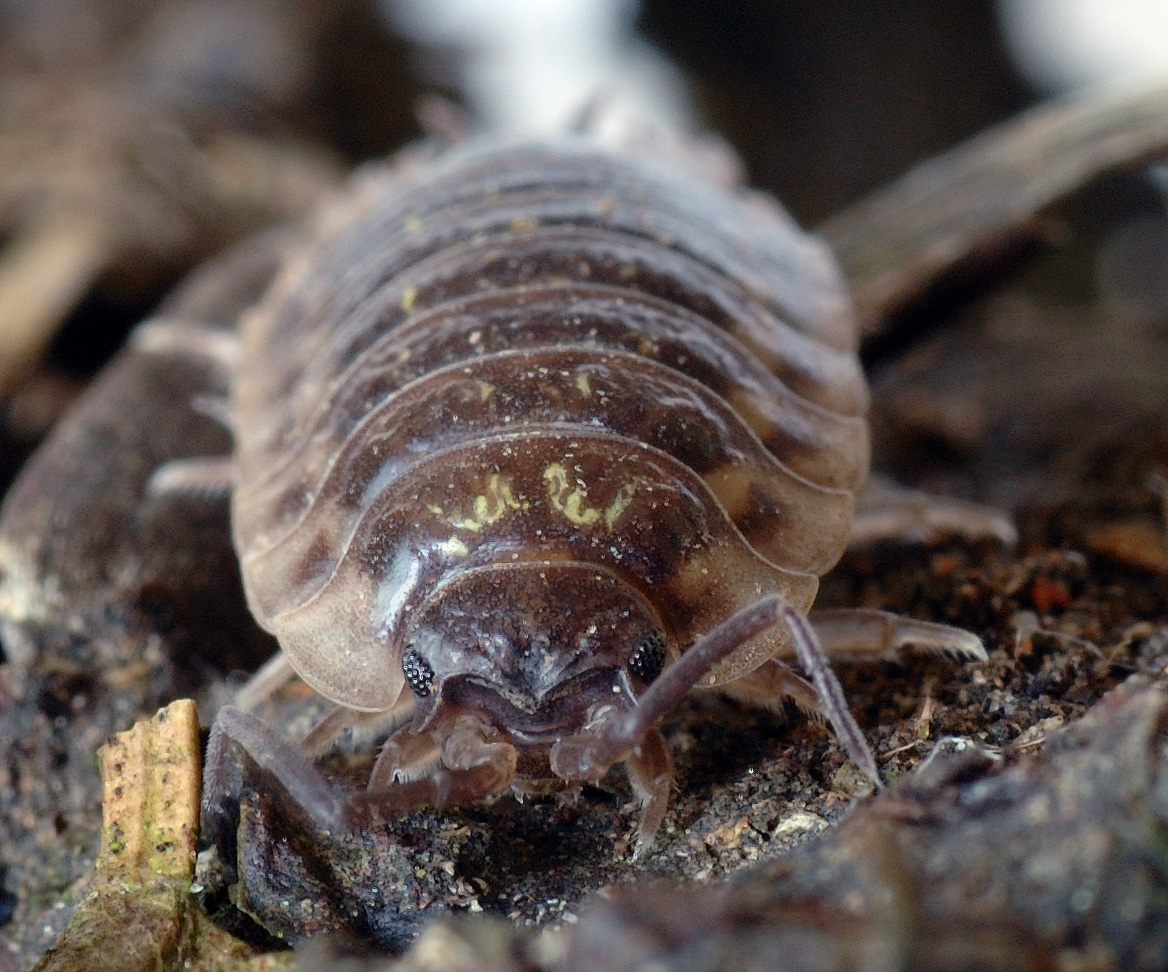
Tatuzinho: a atividade diminui à medida que a umidade aumenta.

A cinese (do grego kínēsis, «movimento») é um movimento ou atividade de uma célula ou organismo em resposta a um estímulo qualquer, como luz, som, calor, frio etc. Pode ser comparado à taxia e ao tropismo.
Ao contrário da taxia, na cinese a resposta ao estímulo fornecido é não direcional. Ou seja, o animal não se move em direção ou se afasta do estímulo, mas se move em um ritmo lento ou rápido, dependendo de sua «zona de conforto». Nesse caso, um movimento rápido (não aleatório) significa que o animal está procurando sua zona de conforto, enquanto que um lento indica que a encontrou.
Existem dois tipos principais de cineses:
Ortocinese
Nela, a velocidade de movimento do indivíduo depende da intensidade do estímulo. Por exemplo, a locomoção de um tatuzinho-de-jardim em relação à umidade. Com o aumento da umidade, há um aumento no tempo percentual em que os tatuzinhos permanecem estacionários. 
Clinocinese
Nesta, a frequência ou taxa de rotação é proporcional à intensidade do estímulo. Por exemplo, o comportamento de um verme-plano, que se vira mais frequentemente em resposta ao aumento da luz para que ele se proteja da luz.